# Grania stephensoniana
Grania stephensoniana är en ringmaskart som beskrevs av Rota och Erséus 1997. Grania stephensoniana ingår i släktet Grania och familjen småringmaskar. Inga underarter finns listade i Catalogue of Life.